# Gilbert Strang
William Gilbert Strang (27 de noviembre de 1934), conocido también como Gilbert Strang es un matemático estadounidense, actualmente Professor Mathworks de Matemáticas del Department of Mathematics del Massachusetts Institute of Technology (MIT). Ha contribuido a la teoría de elementos finitos, el cálculo de variaciones, análisis wavelets y Álgebra lineal. El profesor Strang ha contribuido enormemente a la educación en matemáticas, en forma de libros técnicos y cursos online. En MIT enseña Álgebra lineal, Ciencia Computacional e Ingeniería, Aprendiendo de los Datos. Sus clases están disponibles en la plataforma MIT OpenCourseWare (en inglés). 

## Biografía
Gilbert Strang nació en Chicago, Illinois. Cursó estudios en el propio MIT y en el Balliol College, en la Universidad de Oxford. Se doctoró en la Universidad de California, Los Ángeles (UCLA) y desde ese momento ha llevado a cabo su actividad docente en el MIT. También ha sido un Sloan Fellow. Entre las publicaciones más notables del Professor Strang se destaca "An Analysis of the Finite Element Method", conjuntamente con George Fix, así como seis manuales:
- Introduction to Linear Algebra (1993, 1998, 2003)
- Linear Algebra and Its Applications (1976, 1980, 1988, 2005)
- Introduction to Applied Mathematics (1986)
- Calculus (1991)
- Wavelets and Filter Banks, con Truong Nguyen (1996)
- Linear Algebra, Geodesy, and GPS, con Kai Borre (1997)

Gilbert Strang fue Presidente de SIAM (Society for Industrial and Applied Mathematics) durante los años 1999-2000. También ha sido Chairman of the US National Committee on Mathematics durante los años 2003-2004. Es Honorary Fellow, en el Balliol College de Oxford. También es Chairman, en la National Science Foundation (NSF) del Advisory Panel del área de Matemáticas. 
El profesor Strang fue uno de los profesores que secundó de forma entusiasta la política del ex- presidente del MIT Charles Vest en relación con la filosofía del contenido abierto plasmada en el ambicioso proyecto de esta institución universitaria OpenCourseWare. Fue pionero al abrir sus clases y permitir que fueran grabadas en vídeo mientras explicaba matemáticas a sus alumnos del MIT para su difusión abierta y gratuita en Internet.
El 15 de mayo de 2023 dictó su última clase en el MIT.

## Enlaces relacionados
- Página personal del Profesor Gilbert Strang
- Linear Algebra (contiene los vídeos de sus clases).
- Homenaje al Professor Gilbert Strang

- Datos: Q1364803
- Multimedia: Gilbert Strang / Q1364803